# 石础
石础（1905年1月12日—），原名何实山，女，湖南宁乡人，中华人民共和国政治人物，曾任四川省政协副主席，第五届全国政协委员。

## 家庭
父亲何叔衡，姐姐何实懿，妹妹何实嗣。第一任丈夫夏尺冰，第二任丈夫陈刚。